# 冯和
冯和（？—？），长乐郡信都县（今河北省衡水市冀州区）人，冯安的父亲，冯跋的祖父。
311年，永嘉之乱，冯和迁居上党。儿子冯安曾任西燕的将军。西燕灭亡后，举家东徙和龙（今辽宁省朝阳市），住在长谷（今辽宁省凌源市附近）。其孙冯跋称北燕天王，追尊冯和为元皇帝。

## 家族
长乐冯氏世系图